# Oritaku Shiba no Ki
L'Oritaku Shiba no Ki (折りたく柴の記, Oritaku Shiba no Ki) est un texte autobiographique écrit par Arai Hakuseki (1657-1725), érudit officiel de l'époque d'Edo du Japon. Il décrit les ancêtres d'Arai, son enfance et son travail comme fonctionnaire du shogunat Tokugawa, et fournit une perspective inestimable sur le gouvernement Tokugawa de son époque.

## Titre
Hakuseki n'explique pas le sens ou la signification du titre. De l'avis général, il s'agit d'une référence au poème n.° 801 de l'anthologie poétique Shin Kokin Wakashū:
omoiizuru ori taku shiba no yūkeburi musebu mo ureshi wasuregatami ni
Au crépuscule, quand je pense à celui qui n'est plus là, je suis heureux de m'étouffer avec la fumée des brindilles de broussailles brûlantes. C'est un souvenir de celui que je ne peux pas oublier.
Le poème est écrit par l'empereur Go-Toba. La fumée qui l'étouffe est une image des sanglots versés pour sa femme, Owari décédée en 1204. La fumée provenant de la combustion des brindilles de broussailles lui rappelle la fumée de la cérémonie de crémation.
Pour Hakuseki, celui qu'il désire et ne peut oublier, c'est Tokugawa Ienobu, sixième shōgun du shogunat Tokugawa.
Une autre explication est suggérée par Katsuta Katsutoshi. Il fait valoir que Hakuseki n'avait pas de talent pour le waka et qu'il n'a donc pas pu baser le titre sur ce poème. Par ailleurs, dans une correspondance avec Mura Kyūsō (室鳩巣), Hakuseki écrit à propos de son père, disant « Ils brûlaient des brindilles et parlaient de choses passées et présentes tout au long de la nuit ». Katsuta soutient que brûler des brindilles est un euphémisme pour le souvenir d'une discussion.

## Source de la traduction
- (en) Cet article est partiellement ou en totalité issu de l’article de Wikipédia en anglais intitulé « Oritaku Shiba no Ki » (voir la liste des auteurs).